# Liana Trouché
Liana Trouché (Bolonia, 12 de marzo de 1938-Bisaccia, 5 de febrero de 1981), a veces acreditada como Eliana Trouchè o simplemente Trouché, fue una actriz italiana.

## Biografía
Hija del arte, boloñesa de nacimiento pero napolitana de adopción, creció artísticamente en la escuela de Eduardo De Filippo, en cuya compañía teatral actuó durante mucho tiempo.
Actriz de carácter popular en películas poliziottesco, también protagonizó películas pertenecientes a los géneros de la commedia all'italiana o la commedia sexy all'italiana.
Para televisión ha protagonizado espectáculos de luces como Biblioteca di Studio Uno y dramas televisivos como La fiera della vanità. Luego participó en la serie de televisión, Vivere insieme.

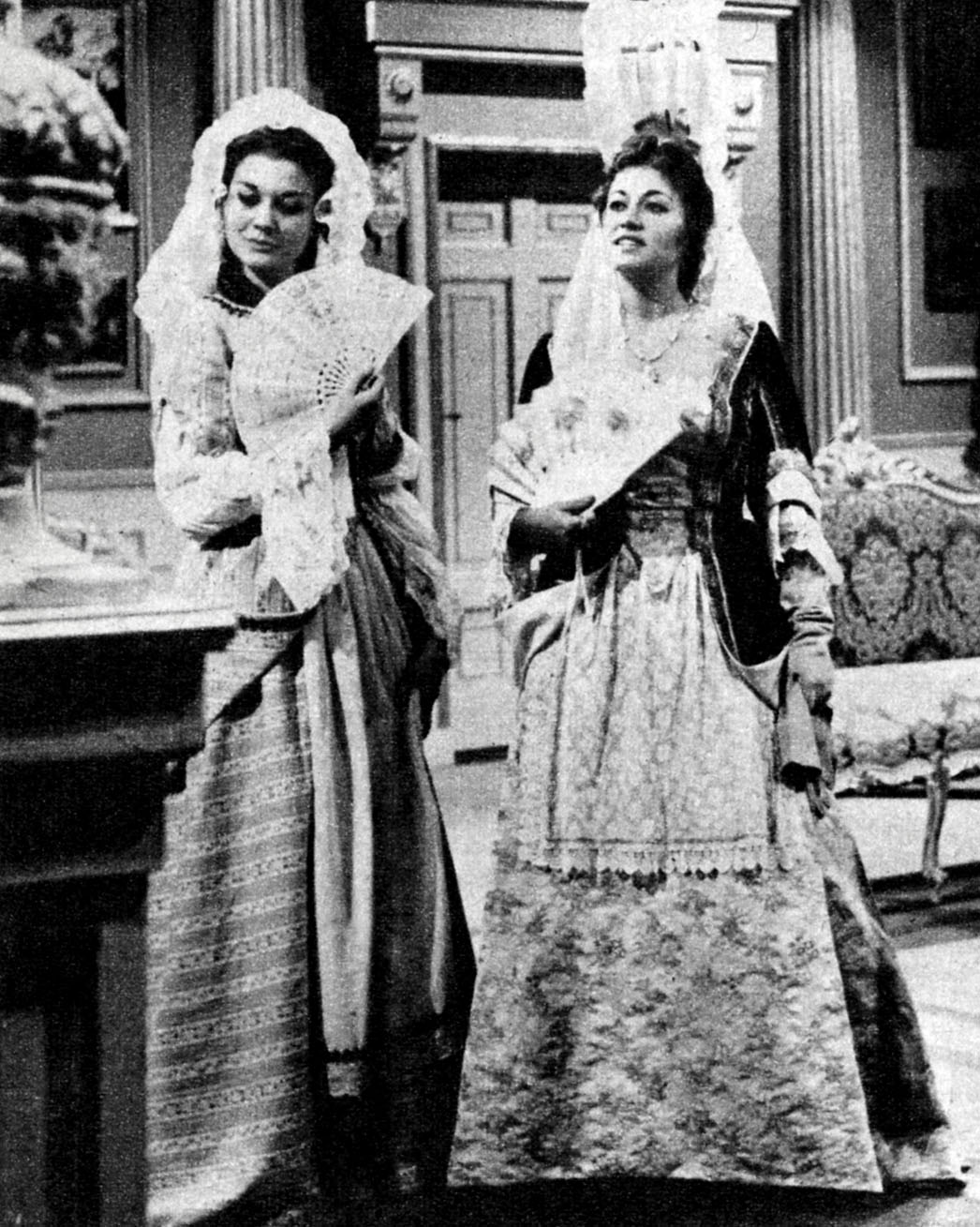
Liana Trouché (derecha) y Paola Bacci en la comedia de la RAI Lo stratagemma dei bellimbusti (1963).

Aún en el drama televisivo, en 1962 interpretó para RAI en la comedia Sabato, domenica e lunedì de y con Eduardo De Filippo, junto a, entre otros, Regina Bianchi, Giuseppe Anatrelli, Enzo Petito y Enzo Cannavale .
Casada con el actor Aldo Giuffré, murió en 1981 en un accidente de tránsito cerca de Bisaccia. El coche, un Alfa 6, lo conducía su colega Gino Bramieri, con quien Liana actuaba en las reposiciones del espectáculo de Terzoli y Vaime Felici e contenti, dirigido por Garinei y Giovannini, y con ellos viajaba también el actor Sergio Tardioli. El coche, circulando por la autopista A16 en la provincia de Avellino, a la salida de un túnel antes del cual el asfalto estaba seco, encontró nieve y hielo, terminó fuera de la carretera y la actriz, que no llevaba puesto el cinturón de seguridad pese a que el vehículo estaba equipado con uno (la obligación de usarlo llegaría unos ocho años después), salió despedida del habitáculo y murió en el acto.

## Filmografía
- Don Chisciotte e Sancio Panza (1968)
- Il trapianto (1970)
- La grande scrofa nera (1972)
- La violenza: quinto potere (1972)
- Pianeta Venere (1972)
- Il testimone deve tacere (1974)
- Sesso in testa (1974)
- Commissariato di notturna (1974)
- Prostituzione (1974)
- Paolo Barca, maestro elementare, praticamente nudista (1976)
- Il marito in collegio (1977)
- La malavita attacca... la polizia risponde! (1977)
- L'inquilina del piano di sopra (1977)
- Melodrammore (1978)
- Nel regno di Napoli (1978)
- Tre sotto il lenzuolo, episodio El homenaje (1979)
- Napoli... la camorra sfida, la città risponde (1979)
- Napoli, Palermo, New York - Il triangolo della camorra (1981)